# Andre de Meulemeester
Andre Emile Alfons de Meulemeester (vzdevek Orel Flamske), belgijski častnik, vojaški pilot, poslovnež in letalski as, * 28. december 1894, Brugge, † 7. marec 1973, Brugge.
Poročnik de Meulemeester je v svoji vojaški službi dosegel 11 zračnih zmag.

## Življenjepis
26. januarja 1915 se je pridružil in bil 8. aprila 1917 dodeljen 1ère Escadrille de Chasse. 
S Nieuportom 17 je dosegel 6 zračnih zmag, dokler ni celotna enota dobila nove Hanriote HD.I.
Spomladi 1918 je bil premeščen k 9me, kjer je dosegel še 4 zmage.
Med prvo svetovno vojno je opravil 511 zračnih poletov, bil udeležen v 185 zračnih bojev in bil dvakrat ranjen. Dvakrat so ga napadla pomotoma tudi britanska letalo.
1919 je izstopil iz oboroženih sil in se posvetil družinski pivovarni.

## Odlikovanja
- vitez reda Leopolda II. s palmo
- Croix de Guerre s palmo (Francija)
- Croix de Guerre s palmo (Belgija)
- srebrna medalja za vojaški pogum (Italija)